# Botond
Botond ist ein alter ungarischer Vorname und Familienname.
Man geht davon aus, dass die Bedeutung des Wortes vom ungarischen Stab oder Stock (bot) stammt. Mit bot ist vermutlich eine Stabwaffe, Speer oder eine Art Keule gemeint. Botond bedeutet demnach einfach der Speerträger. Im modernen Ungarisch entwickelte sich Botos daraus.
Im Botond-Epos erwähnt diesen Namen schon Anonymus in seiner Gesta Hungarorum. Die gegen Byzanz ziehenden Turken (Magyaren) gelangten bis vor die Tore der Stadt. Dort angekommen zertrümmerte der kleinwüchsige Botond mit seiner Keule das goldene Tor der Hauptstadt. Weiterhin kämpfte er mit einem griechischen Riesen und besiegte ihn.

## Verbreitung
In Deutschland wird der Name seit 2010 regelmäßig vergeben, und zwar von 2010 bis 2023 rund 110 Mal. Der Name wird in Österreich seit 1987 bei der Namenswahl berücksichtigt, jedoch wurde er bis zum Jahr 2011 selten vergeben. Seitdem ist er im Aufwärtstrend und wird alljährlich gewählt. In der Schweiz tragen 80 Personen den Namen (Stand 2023). Etabliert ist der Name Botond in Irland, dort wird er seit 1964 alljährlich in einem geringen Umfang bei der Namenswahl berücksichtigt. Von 1964 bis 2023 wurden etwa 70 Jungen so genannt. Der Name ist in England, Schottland und Nordirland seit 2010 immer wieder in den jeweiligen Hitlisten anzutreffen. Seine Vergabe ist auch in Dänemark und Kanada nachgewiesen.
In Ungarn befindet sich der Name seit dem Jahr 2000 in den Top-50 und seit 2007 konstant in den Top-20 der Hitlisten. Im Jahr 2023 belegte er Rang 13.

## Namensträger

### Vornamen
- Botond Flinta (* 1987), rumänischer Eishockeyspieler
- Botond von Gaal (* 1961), deutscher Schauspieler, Regisseur und Synchronsprecher
- Botond (Künstler) (* 1949; † 2010), deutsch-ungarischer Bildender Künstler
- Botond Roska (* 1969), ungarischer Neurowissenschaftler

### Familienname
- Anneliese Botond (1922–2006), deutsche Verlagslektorin und Übersetzerin
- Antal Botond (* 1991), ungarischer Fußballtorhüter
- György Botond-Bolics (1913–1975), ungarischer Autor